# Burmester Dome
La Burmester Dome (in lingua inglese: Cupola Burmester) è una montagna antartica a forma di cupola, coperta di ghiaccio e alta 2.095 m, situata nella parte centro-occidentale della Saratoga Table, nel Forrestal Range dei Monti Pensacola, in Antartide. 
La denominazione è stata assegnata dall'Advisory Committee on Antarctic Names (US-ACAN), su proposta di Arthur B. Ford, capo del gruppo dell'United States Geological Survey (USGS) in onore di Russell F. Burmester, geologo della Western Washington University di Bellingham, che aveva lavorato nel Forrestal Range nel 1978–79.